# Пахіль Володимир Олександрович
Володимир Олександрович Пахіль (14 серпня 1960) — український дипломат. Посол України в Індонезії (29.02.2012 — 15.06.2020).

## Життєпис
Народився 14 серпня 1960 року в селі Хмільно Радехівського району на Львівщині. У 1984 році закінчив Львівський університет ім. Франка, правознавець. Кандидат політичних наук. Кандидатська дисертація «Проблема санкцій в діяльності ООН» (2000). Володіє російською, англійською, іспанською, польською мовами.
У 1992—1994 рр. — директор міжнародних програм Українського молодіжного центру
У 1994—1996 рр. — перший секретар відділу політичних питань ООН та її спеціальних установ Управління міжнародних організацій МЗС України
У 1996—2000 рр. — перший секретар Постійного Представництва України при ООН та інших міжнародних організаціях у Женеві.
У 2000—2003 рр. — директор Центру політологічних та правових досліджень
У 2003—2004 рр. — заступник директора Департаменту нових викликів та загроз МЗС України
У 2004—2007 рр. — заступник начальника Управління контролю над озброєнням та військово-технічного співробітництва МЗС України
У 2007—2012 рр. — Працював заступником директора Договірно-правового департаменту — начальник відділу спеціальних міжнародно-правових проблем Міністерства закордонних справ України. Був членом Української частини Комітету з питань економічного співробітництва Українсько-Російської міждержавної комісії.
З 29.02.2012 до 15.06.2020 — посол України в Індонезії.
З 20 травня 2013 року — Представник України при Асоціації держав Південно-Східної Азії за сумісництвом.

## Дипломатичний ранг
- Надзвичайний і Повноважний Посланник 2-го класу
- Надзвичайний і Повноважний Посланник 1-го класу (2019)[7]